# Edizioni Piemme
Editizoni Piemmie is een in 1982 opgerichte Italiaanse uitgeverij gespecialiseerd in religie en fictie voor kinderen en tieners. Bekende boeken uitgegeven door deze uitgever zijn onder andere De vliegeraar en Geronimo Stilton.

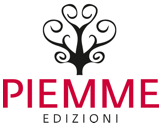
Piemme Edizioni Mondadori logo